# Castello Orsini (Soriano nel Cimino)
il castello Orsini è una struttura difensiva situata nel comune di  Soriano nel Cimino in provincia di Viterbo. Costruito a partire dal XIII secolo, è stato ampliato e modificato nel corso dei secoli, arrivando ai giorni nostri in buone condizioni di conservazione.
Posto sulla sommità della collina sulla quale sorge l'abitato di Soriano nel Cimino, sul versante nord-orientale del monte Cimino, il castello Orsini, caratterizzato da un'architettura severa e maestosa, domina il borgo di origine medioevale e centro storico del paese.

## Storia

### Residenza di nobili e papi
Il primo nucleo del castello è costruito all'inizio del Duecento, quando, sulle rovine di una precedente costruzione, il rudere di un castelletto eretto intorno all'anno 1000, viene edificato un palazzo-torre, di circa 35 metri di altezza, da parte dei Guastapane-Pandolfo, probabilmente un ramo della famiglia romana dei Porcari.

La torre, tuttora esistente, diviene poi il maschio del castello più ampio edificato attorno ad essa da papa Niccolò III Orsini tra il 1277 e il 1278; il pontefice, che amava molto la città, volle fortemente questa costruzione, nella quale si spegnerà due anni più tardi.
Il cassero, dalla forma di un massiccio parallelepipedo, è addossato alla torre più antica e a questa collegato, a nord, tramite un muraglione delimitato da una torre cilindrica e a sud con un braccio minore.
L'intero complesso è interamente circondato da un cammino di ronda che si snoda in senso antiorario in salita e termina con un torrione, originario accesso al castello ed è delimitato da una cinta muraria e sormontato da merli guelfi.

### Carcere
Nel 1848, quando Soriano viene ceduta allo Stato pontificio, il castello è abbandonato dalla nobiltà e adattato a struttura carceraria: è prima carcere della Santa Sede e poi, dal 1871, dello Stato italiano.
È adibito a carcere, come casa di lavoro, fino alla fine degli anni ottanta: nel 1989 viene definitivamente chiuso.

### Il castello oggi
Dopo la chiusura del carcere il complesso ha subito diverse vicissitudini. Oggi è aperto al pubblico dal Venerdì alla Domenica dalle 10 alle 19.

## Stato di conservazione
Più volte restaurato nel corso dei secoli, il complesso edilizio ha subito nel Rinascimento notevoli trasformazioni e aggiunte e, in epoca recente, varie deturpazioni e manomissioni a causa della sua destinazione ad uso detentivo. Paradossalmente ciò ha permesso la perfetta conservazione esterna della struttura a causa dei continui lavori di manutenzione sostenuti dal Ministero di Grazia e Giustizia. È attualmente una splendida struttura architettonica che domina con imponenza la cittadina di Soriano nel Cimino.

## Galleria d'immagini

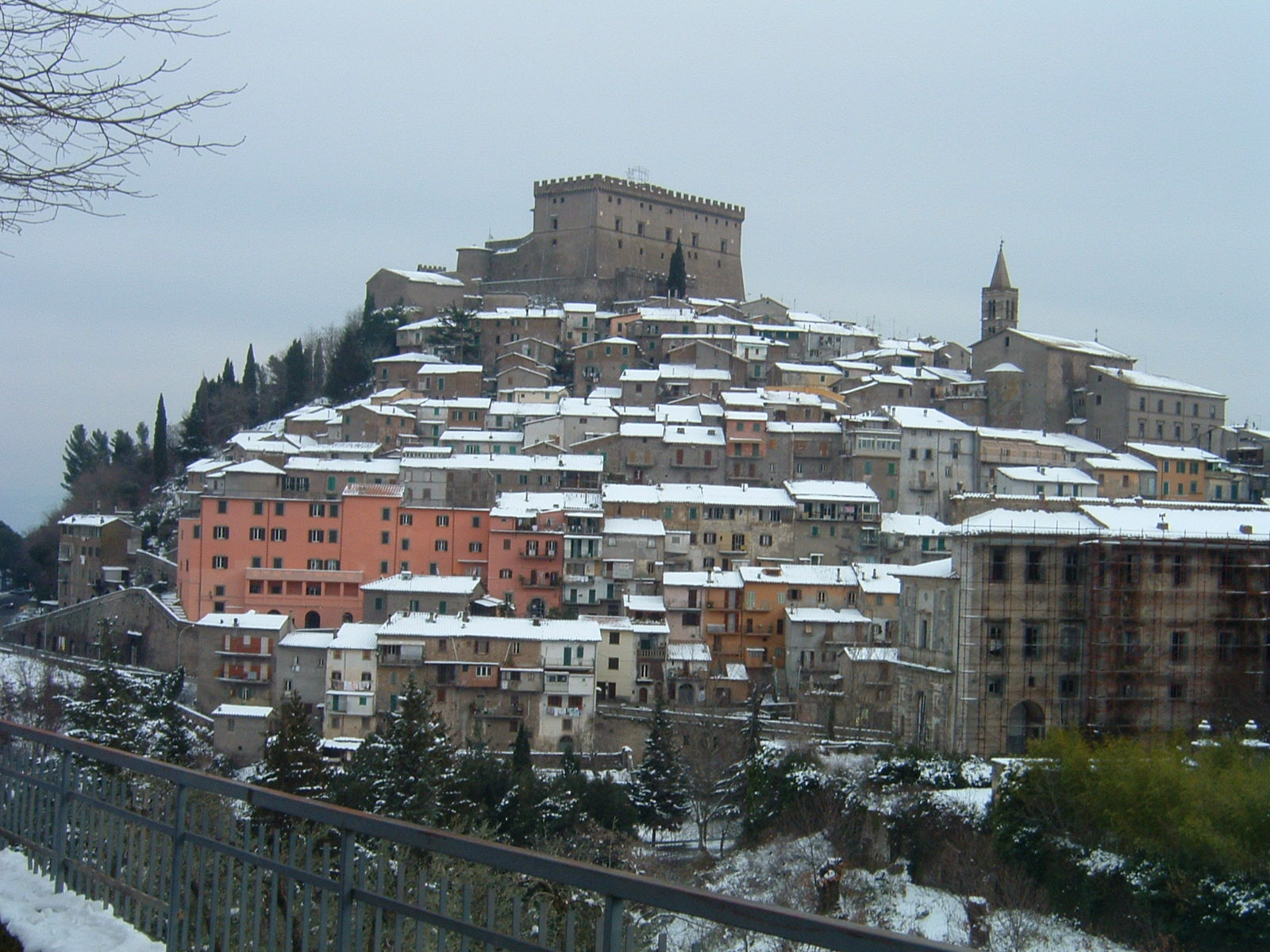
Vista del castello Orsini da ovest.
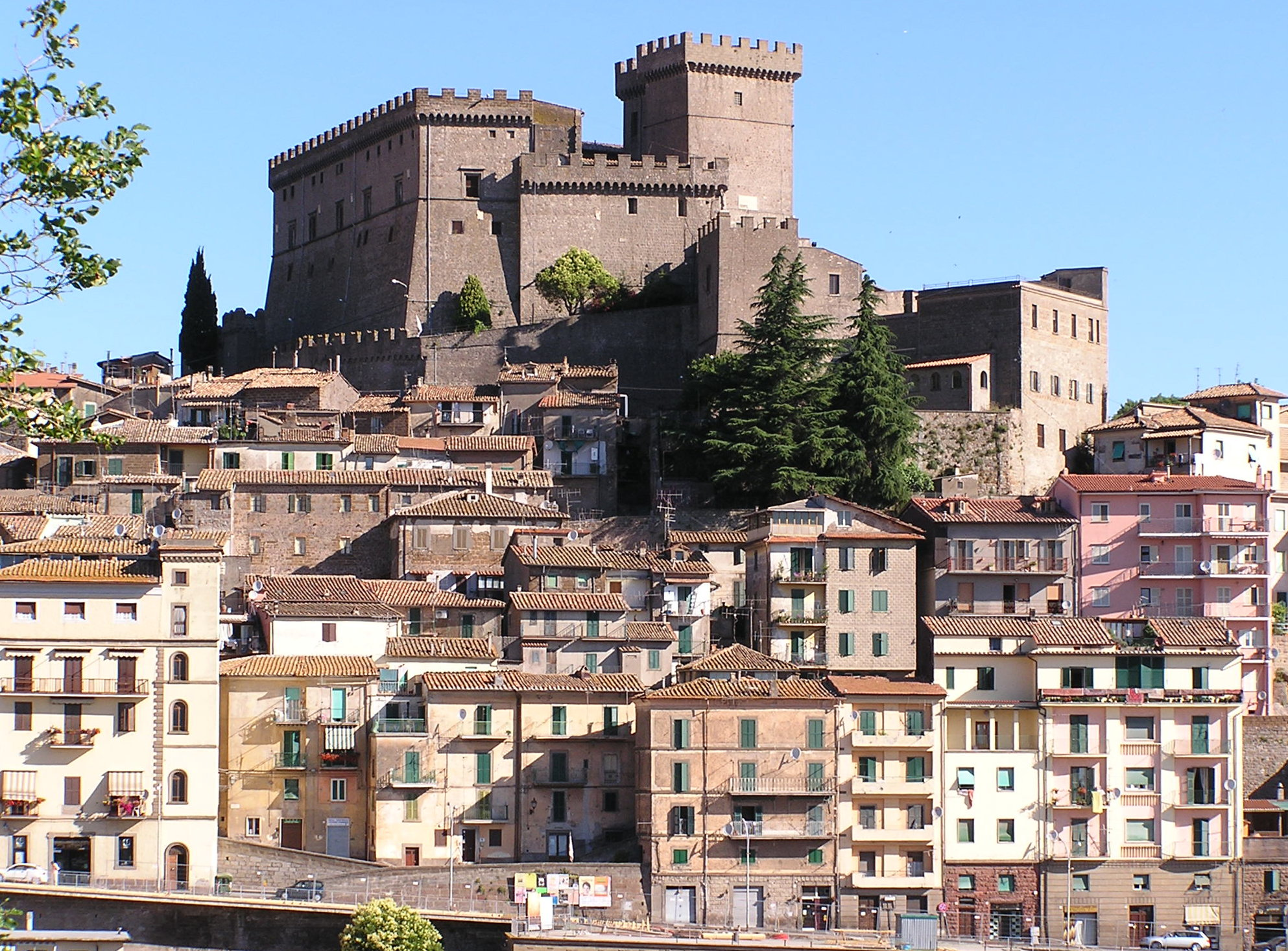
Vista del castello da sud-est.
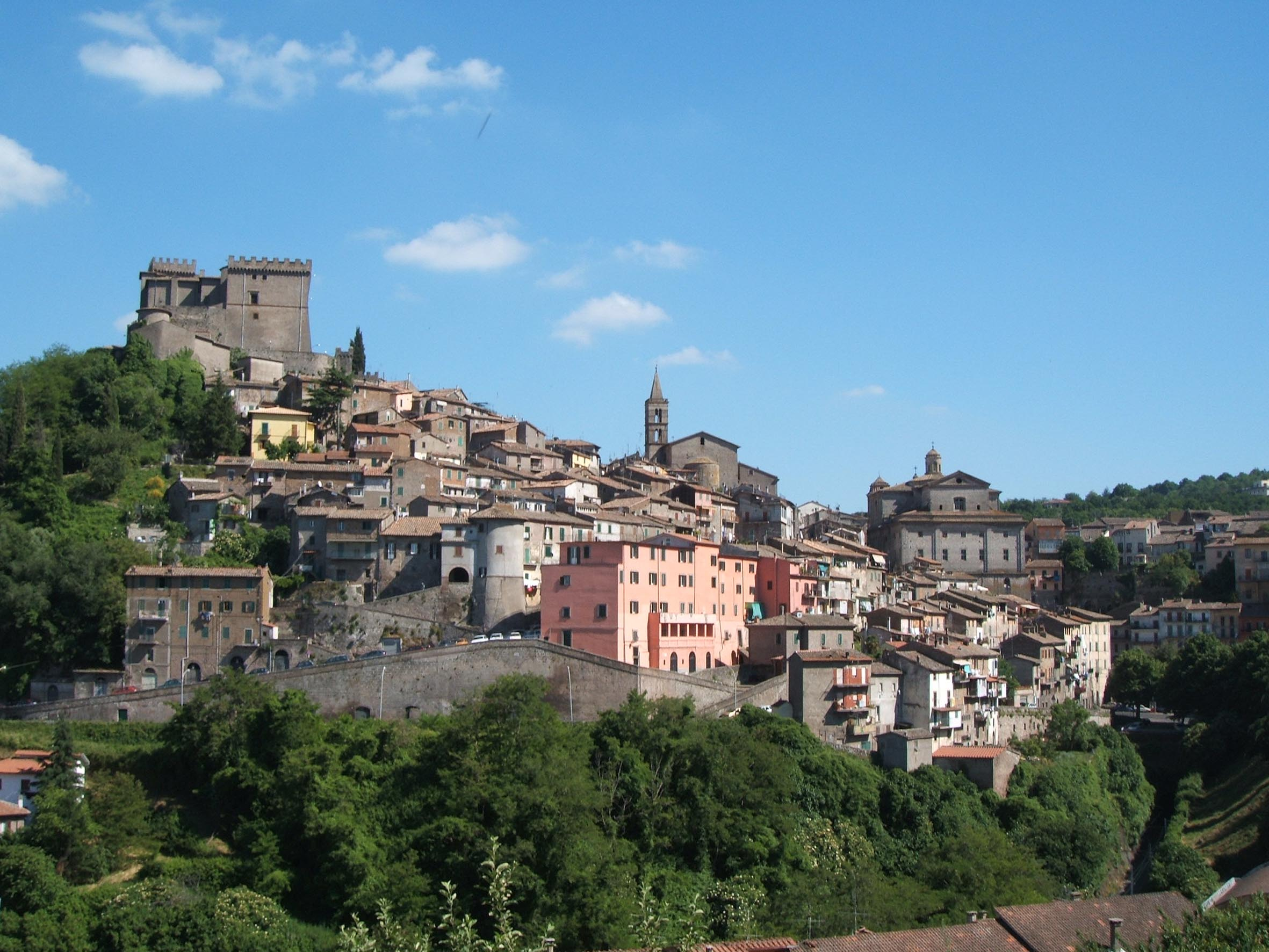
Panorama del borgo antico da nord-ovest.